# Deutsche Meisterschaften im Biathlon 2021
Die Deutschen Meisterschaften im Biathlon 2021 fanden vom 9. bis 12. September im Hohenzollern Skistadion am Arber auf dem Gemeindegebiet von Bayerisch Eisenstein statt.
Wie im Vorjahr umfasste die Veranstaltung erneut nur ein Wettkampfwochenende an einem Austragungsort, es wurde kein Staffelwettkampf und statt des Massenstarts ein verkürztes Einzel ausgetragen.

## Zeitplan
| Datum               | Männer    | Männer                | Frauen    | Frauen                  |
| ------------------- | --------- | --------------------- | --------- | ----------------------- |
| 9. September (Do.)  | 10:00 Uhr | Training              | 13:00 Uhr | Training                |
| 10. September (Fr.) | 11:00 Uhr | Kurzes Einzel (15 km) | 13:30 Uhr | Kurzes Einzel (12,5 km) |
| 11. September (Sa.) | 11:00 Uhr | Sprint (10 km)        | 13:30 Uhr | Sprint (7,5 km)         |
| 12. September (So.) | 10:00 Uhr | Verfolgung (12,5 km)  | 13:00 Uhr | Verfolgung (10 km)      |

## Ergebnisse

### Frauen

#### Kurzes Einzel (12,5 km)
| Platz | Sportlerin           | Verein                        | Landesverband     | Schießfehler | Zeit    | Rückstand |
| ----- | -------------------- | ----------------------------- | ----------------- | ------------ | ------- | --------- |
| 1     | Denise Herrmann      | WSC Erzgebirge Oberwiesenthal | Sachsen           | 1 1 0 0      | 34:13,8 |           |
| 2     | Franziska Hildebrand | WSV Clausthal-Zellerfeld      | Niedersachsen     | 0 0 0 0      | 35:28,9 | 1:15,1    |
| 3     | Vanessa Hinz         | SC Schliersee                 | Bayern            | 0 1 0 0      | 35:29,3 | 1:15,5    |
| 4     | Anna Weidel          | WSV Kiefersfelden             | Bayern            | 0 1 0 0      | 36:37,3 | 2:23,5    |
| 5     | Lisa Spark           | SC Traunstein                 | Bayern            | 0 0 1 0      | 36:38,0 | 2:24,2    |
| 5     | Vanessa Voigt        | WSV Rotterode                 | Thüringen         | 0 0 0 1      | 36:38,0 | 2:24,2    |
| 7     | Karolin Horchler     | WSV Clausthal-Zellerfeld      | Niedersachsen     | 0 0 1 2      | 36:49,6 | 2:35,8    |
| 8     | Janina Hettich       | SC Schönwald                  | Baden-Württemberg | 0 2 1 0      | 37:03,7 | 2:49,9    |
| 9     | Stefanie Scherer     | SC Wall                       | Bayern            | 1 0 0 0      | 37:15,3 | 3:01,5    |
| 10    | Franziska Preuß      | SC Haag                       | Bayern            | 1 1 0 2      | 37:18,7 | 3:04,9    |

#### Sprint (7,5 km)
| Platz | Sportlerin           | Verein                        | Landesverband     | Schießfehler | Zeit    | Rückstand |
| ----- | -------------------- | ----------------------------- | ----------------- | ------------ | ------- | --------- |
| 1     | Janina Hettich       | SC Schönwald                  | Baden-Württemberg | 0 0          | 18:21,2 |           |
| 2     | Vanessa Voigt        | WSV Rotterode                 | Thüringen         | 0 0          | 18:27,1 | 5,9       |
| 3     | Denise Herrmann      | WSC Erzgebirge Oberwiesenthal | Sachsen           | 2 1          | 18:41,6 | 20,4      |
| 4     | Vanessa Hinz         | SC Schliersee                 | Bayern            | 0 1          | 18:49,9 | 28,7      |
| 5     | Anna Weidel          | WSV Kiefersfelden             | Bayern            | 1 0          | 18:58,1 | 36,9      |
| 6     | Lisa Spark           | SC Traunstein                 | Bayern            | 0 1          | 18:58,4 | 37,2      |
| 7     | Franziska Hildebrand | WSV Clausthal-Zellerfeld      | Niedersachsen     | 0 1          | 19:00,2 | 39,0      |
| 8     | Franziska Preuß      | SC Haag                       | Bayern            | 2 1          | 19:05,1 | 43,9      |
| 9     | Marion Wiesensarter  | SV Oberteisendorf             | Bayern            | 0 1          | 19:05,2 | 44,0      |
| 10    | Selina Kastl         | SC Neubau                     | Bayern            | 0 0          | 19:08,1 | 46,9      |

#### Verfolgung (10 km)
| Platz | Sportlerin           | Verein                        | Landesverband     | Schießfehler | Zeit    | Rückstand |
| ----- | -------------------- | ----------------------------- | ----------------- | ------------ | ------- | --------- |
| 1     | Vanessa Voigt        | WSV Rotterode                 | Thüringen         | 0 0 1 0      | 29:52,7 |           |
| 2     | Franziska Hildebrand | WSV Clausthal-Zellerfeld      | Niedersachsen     | 2 0 0 0      | 30:34,1 | 41,4      |
| 3     | Vanessa Hinz         | SC Schliersee                 | Bayern            | 0 1 0 2      | 30:53,5 | 1:00,8    |
| 4     | Mareike Braun        | DAV Ulm                       | Baden-Württemberg | 2 0 0 0      | 31:00,0 | 1:07,3    |
| 5     | Denise Herrmann      | WSC Erzgebirge Oberwiesenthal | Sachsen           | 2 3 1 1      | 31:04,0 | 1:11,3    |
| 6     | Franziska Preuß      | SC Haag                       | Bayern            | 0 1 3 1      | 31:05,2 | 1:12,5    |
| 7     | Marion Wiesensarter  | SV Oberteisendorf             | Bayern            | 2 1 1 0      | 31:39,4 | 1:46,7    |
| 8     | Janina Hettich       | SC Schönwald                  | Baden-Württemberg | 2 2 0 2      | 31:43,4 | 1:50,7    |
| 9     | Lisa Spark           | SC Traunstein                 | Bayern            | 2 2 1 0      | 32:12,6 | 2:19,9    |
| 10    | Karolin Horchler     | WSV Clausthal-Zellerfeld      | Niedersachsen     | 1 1 1 0      | 32:24,1 | 2:31,4    |

### Männer

#### Kurzes Einzel (15 km)
| Platz | Sportlerin         | Verein                   | Landesverband     | Schießfehler | Zeit    | Rückstand |
| ----- | ------------------ | ------------------------ | ----------------- | ------------ | ------- | --------- |
| 1     | Erik Lesser        | SV Frankenhain           | Thüringen         | 0 0 1 0      | 35:31,9 |           |
| 2     | Roman Rees         | SV Schauinsland          | Baden-Württemberg | 0 1 0 0      | 35:34,8 | 2,9       |
| 3     | Johannes Donhauser | SC Ruhpolding            | Bayern            | 0 0 0 1      | 35:39,1 | 7,2       |
| 4     | Marco Groß         | SC Ruhpolding            | Bayern            | 1 0 0 0      | 36:14,7 | 42,8      |
| 5     | Benedikt Doll      | SZ Breitnau              | Baden-Württemberg | 1 1 0 1      | 36:15,7 | 43,8      |
| 6     | Philipp Lipowitz   | DAV Ulm                  | Baden-Württemberg | 1 0 1 0      | 36:27,4 | 55,5      |
| 7     | Lucas Fratzscher   | WSV Oberhof              | Thüringen         | 2 0 1 0      | 36:48,5 | 1:16,6    |
| 8     | Johannes Kühn      | WSV Reit im Winkl        | Bayern            | 0 1 1 1      | 37:00,5 | 1:28,6    |
| 9     | Matthias Dorfer    | SV Marzoll               | Bayern            | 1 0 0 1      | 37:19,6 | 1:47,7    |
| 10    | Danilo Riethmüller | WSV Clausthal-Zellerfeld | Niedersachsen     | 1 1 0 1      | 37:54,1 | 2:22,2    |

#### Sprint (10 km)
| Platz | Sportlerin         | Verein                   | Landesverband     | Schießfehler | Zeit    | Rückstand |
| ----- | ------------------ | ------------------------ | ----------------- | ------------ | ------- | --------- |
| 1     | Marco Groß         | SC Ruhpolding            | Bayern            | 0 1          | 23:44,5 |           |
| 2     | Max Barchewitz     | SV Frankenhain           | Thüringen         | 0 0          | 23:46,3 | 1,8       |
| 3     | Danilo Riethmüller | WSV Clausthal-Zellerfeld | Niedersachsen     | 0 1          | 23:49,5 | 5,0       |
| 4     | Roman Rees         | SV Schauinsland          | Baden-Württemberg | 1 1          | 23:53,4 | 8,9       |
| 5     | Johannes Donhauser | SC Ruhpolding            | Bayern            | 3 0          | 24:03,3 | 18,8      |
| 6     | Benedikt Doll      | SZ Breitnau              | Baden-Württemberg | 0 3          | 24:05,4 | 20,9      |
| 7     | Philipp Lipowitz   | DAV Ulm                  | Baden-Württemberg | 1 1          | 24:06,1 | 21,6      |
| 8     | Dominic Schmuck    | SC Schleching            | Bayern            | 1 1          | 24:09,2 | 24,7      |
| 9     | Matthias Dorfer    | SV Marzoll               | Bayern            | 1 1          | 24:11,5 | 27,0      |
| 10    | Lucas Fratzscher   | WSV Oberhof              | Thüringen         | 1 2          | 24:14,1 | 29,6      |

#### Verfolgung (12,5 km)
| Platz | Sportlerin         | Verein            | Landesverband     | Schießfehler | Zeit    | Rückstand |
| ----- | ------------------ | ----------------- | ----------------- | ------------ | ------- | --------- |
| 1     | Matthias Dorfer    | SV Marzoll        | Bayern            | 1 1 0 0      | 30:49,6 |           |
| 2     | Johannes Kühn      | WSV Reit im Winkl | Bayern            | 0 1 1 1      | 30:54,4 | 4,8       |
| 3     | Lucas Fratzscher   | WSV Oberhof       | Thüringen         | 0 0 3 1      | 31:08,8 | 19,2      |
| 4     | Marco Groß         | SC Ruhpolding     | Bayern            | 0 2 2 0      | 31:09,1 | 19,5      |
| 5     | Benedikt Doll      | SZ Breitnau       | Baden-Württemberg | 1 1 1 1      | 31:09,3 | 19,7      |
| 6     | Philipp Nawrath    | SK Nesselwang     | Bayern            | 0 1 0 0      | 31:16,4 | 26,8      |
| 7     | Philipp Lipowitz   | DAV Ulm           | Baden-Württemberg | 0 2 1 1      | 31:22,2 | 32,6      |
| 8     | Johannes Donhauser | SC Ruhpolding     | Bayern            | 1 1 2 1      | 31:22,3 | 32,7      |
| 9     | Roman Rees         | SV Schauinsland   | Baden-Württemberg | 1 0 2 1      | 31:25,7 | 36,1      |
| 10    | Max Barchewitz     | SV Frankenhain    | Thüringen         | 1 0 0 1      | 31:32,7 | 43,1      |